# Jumièges
Jumièges je naselje in občina v departmaju Seine-Maritime v regiji Normandija v severozahodni Franciji.

## Geografija
Gozdnato in kmetijsko naselje se nahaja v meandru reke Sene, kakšnih 21 km (13 mi) zahodno od Rouena, na stičišču cest D65 in D143. Trajektna služba ga povezuje s kraji južno in zahodno od reke.

## Razvoj prebivalstva
Prebivalstvo Jumiègesa je od štetja 1962, ko so našteli 1214 prebivalcev, narastlo do leta 2012 na 1759 prebivalcev.

## Zgodovina
Jumièges je bil do revolucije ena od treh župnij, ki so tvorile naselje z istim imenom, direktno na območju iz opatije.
Prihod menihov v 7. stoletju je sprožil razvoj kmetijstva na polotoku Jumièges, pa tudi razvoj pomorske dejavnosti. Zgrajeno je bilo pristanišče Port-Jumièges.
Leta 1518 je ladja iz Jumiègesa, La Martine, ki jo je vodil Robert Cossart, priplula na obale Brazilije.
V celotnem šestnajstem stoletju so ladje Jumiègesa sodelovale v akcijah v Novem svetu.
30. oktober 1868 se je zaselek Heurteauville, ki se je nahajal na levem bregu Sene, ločil od Jumigesa, in oblikoval svoje naselje in novo župnijo.
14. julij 1910 je bil Prosper Peschard, notar in župan Jumiègesa, umorjen od svojega svetnika, Julesa Martina.

## Znamenitosti
- Cerkev sv. Valentina (fr.: L'église Saint-Valentin) ima status zgodovinskega spomenika Francije od 15. marca 1918[2]
- Opatija sv. Petra Jumièges
- Kapela Matere Božje (1787) (fr.:chapelle de la Mère-de-Dieu) [3]
- Spomenik smrti Maurice Ringota (1921)